# Schaarmarkt

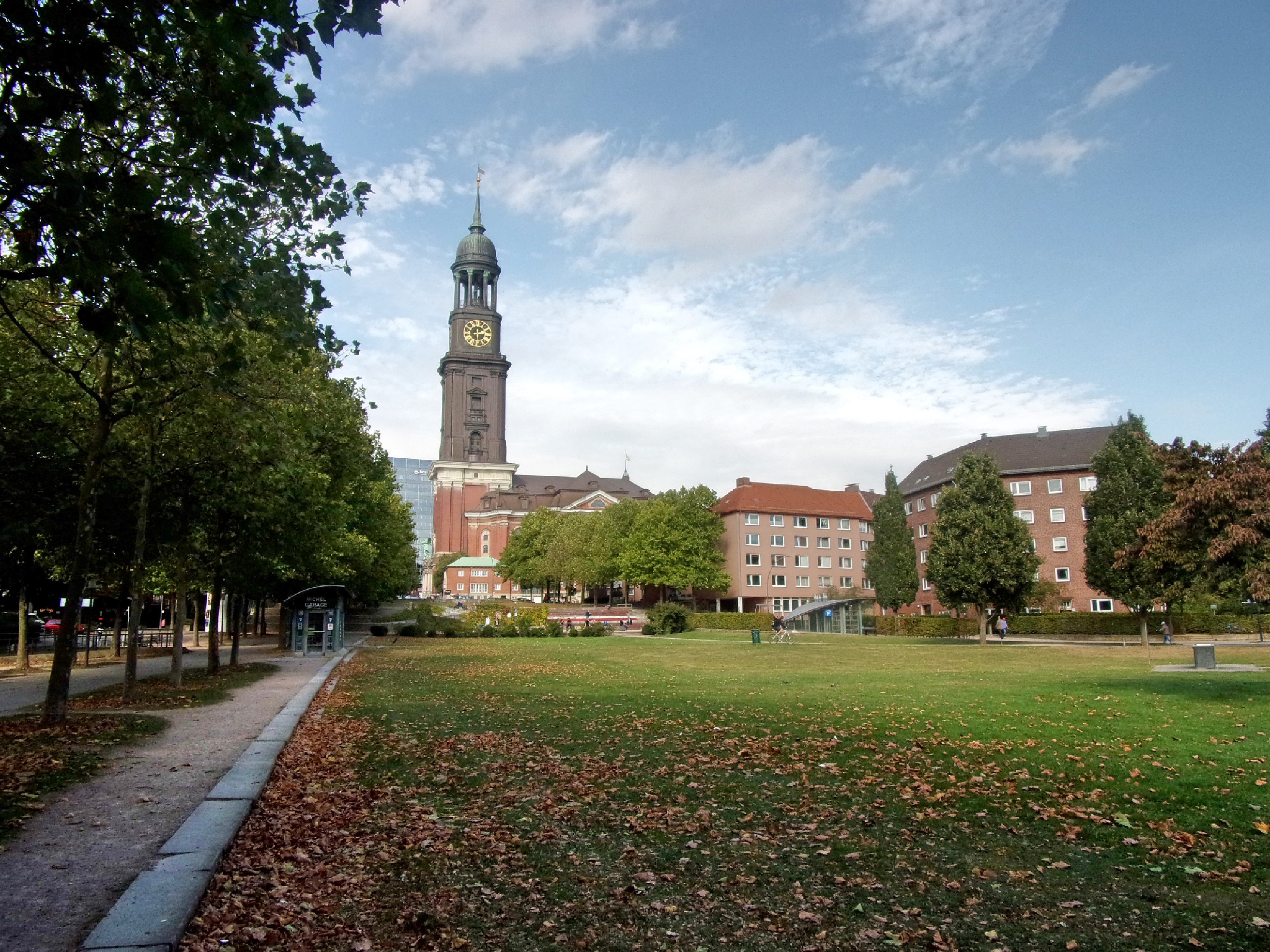
Schaarmarkt heute („Michel-Wiese“)

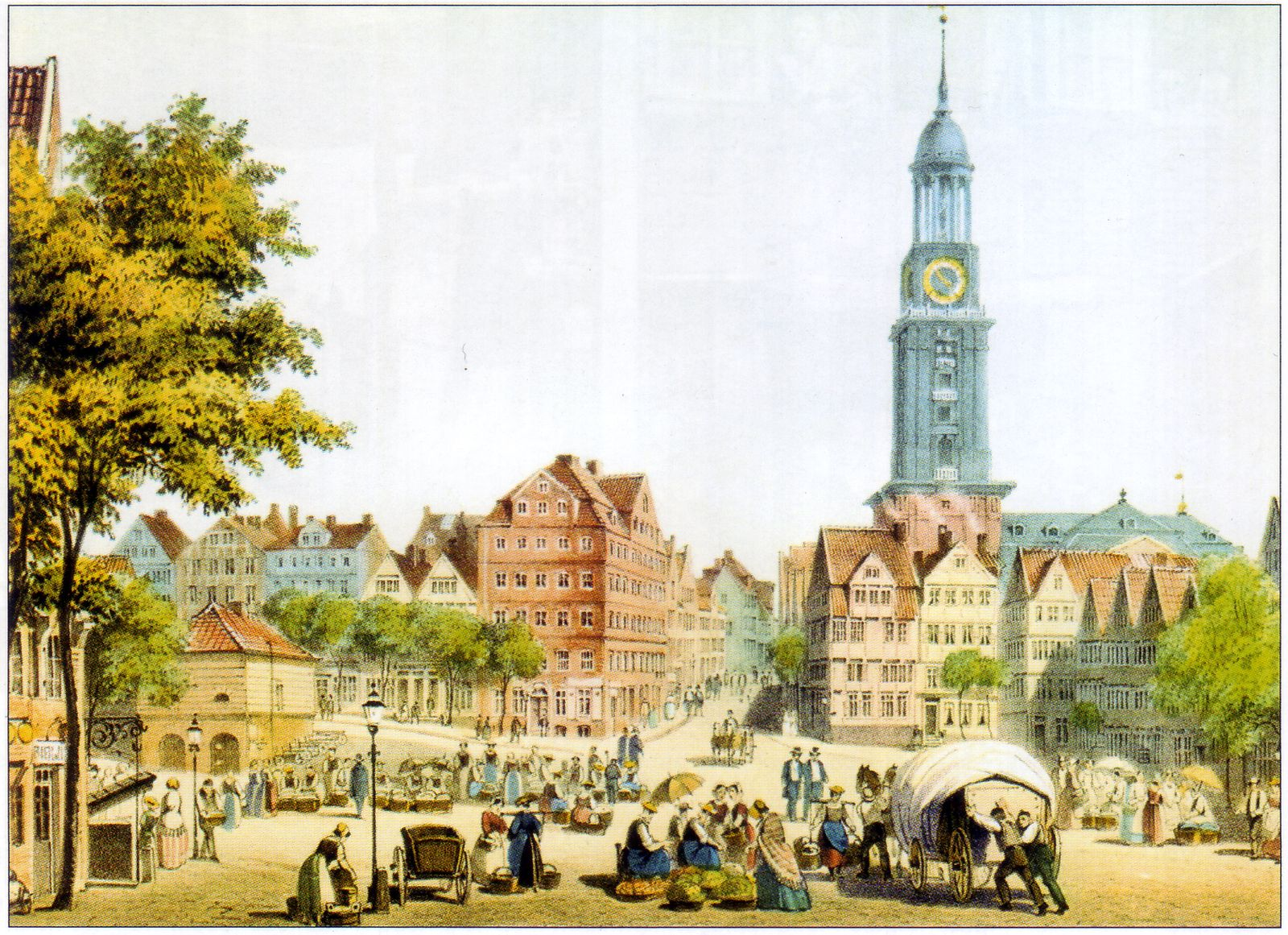
Schaarmarkt 1857, Lithografie von Wilhelm Heuer

Der Schaarmarkt unterhalb der Hauptkirche St. Michaelis war ursprünglich einer der großen Marktplätze der Hamburger Neustadt und ist heute eine große Grünfläche, die im Volksmund meist nur „Michel-Wiese“ genannt wird. Nur ein etwa 100 Meter langes Straßenstück am Westrand des Platzes (zwischen Venusberg und Brauerknechtgraben) heißt auch heute noch offiziell Schaarmarkt.  

## Lage und Name
Benannt ist er nach seiner Lage vor dem einstigen Schaartor, das noch zur mittelalterlichen Stadtbefestigung gehörte und zuletzt etwa bei der heutigen Feuerwache Admiralitätstraße lag. Auch der vom Schaarmarkt auf das Tor zuführende Schaarsteinweg oder die nahegelegene Schaartorschleuse erinnern an jenes Tor. Die Herkunft des Namensbestandteils Schaar- oder Schar- ist allerdings umstritten: Eine verbreitete Theorie hält ihn für eine Verballhornung des englisch-niederdeutschen Wortes shore für Ufer oder Küste; eine andere besagt, dass das vergleichsweise unbedeutende Tor von nur wenigen Soldaten (einer Schar) bewacht wurde. Wieder andere bringen ihn mit einer nahegelegenen Kapelle in Verbindung, die der Legende nach an der Stelle stand, wo der Heilige Ansgar (in Hamburg meist „Anschar“ ausgesprochen) „zuerst das Land betreten“ habe. Die Kapelle wurde 1597 abgerissen und an ihrer Stelle das (alte) Waisenhaus errichtet.

## Geschichte
Nach der Einbeziehung der Neustadt in den stark erweiterten Festungsring des 17. Jahrhunderts wurde der Schaarmarkt zu einem der vier Hauptplätze der Neustadt (neben Gänsemarkt, Großneumarkt und Zeughausmarkt) und von 1615 bis 1650 bebaut. Aufgrund seiner Hafennähe ursprünglich wohl als Fischmarkt konzipiert, wurde er später auch von Grünhökern, Obstbauern und Handwerkern wie Tischlern oder Schuhmachern beschickt. Er erlangte zwar nie dieselbe Bedeutung wie die Altstadtmärkte (insbesondere Fischmarkt und Hopfenmarkt), spielte aufgrund seiner Lage aber doch eine wichtige Rolle für die Nahversorgung der dichtbesiedelten Gängeviertel in der südlichen Neustadt. 
Wegen stark gestiegener Nahrungsmittelpreise insbesondere für Brot und Kartoffeln brachen am 15. Juni 1847 auf dem Schaarmarkt tumultartige Proteste aus, die von der Polizei mit Waffengewalt niedergeschlagen wurden und als Kartoffelkrieg in die Geschichte eingingen. Während des Hamburger Hafenarbeiterstreiks 1896/97 kam es hier am 6. Februar 1897 erneut zu gewaltsamen Auseinandersetzungen zwischen demonstrierenden Hafenarbeitern und der Polizei, die etwa 150 Verletzte forderten. Dabei wurden die Streikenden von ihren Frauen unterstützt, indem sie die anrückende Staatsmacht aus den Fenstern der umliegenden Häuser mit dem Inhalt von Abfalleimern, Flaschen und anderem Unrat bewarfen.
Bereits 1881 war am Schaarmarkt Hamburgs erste Schwimmhalle erbaut worden, die nicht nur der Körperhygiene, sondern ausdrücklich dem Schwimmenlernen diente. Die Initiative dazu ging von mehreren Hamburger Reedern aus, die auf diese Weise erreichen wollten, dass weniger Seeleute und Hafenarbeiter bei der Arbeit verunglückten und ertranken.
Nach dem Zweiten Weltkrieg wurde das weiträumig zerstörte Umfeld des Schaarmarktes neu geordnet und der einstige Marktplatz in eine Grünfläche umgewandelt. Unter ihr befindet sich eine Tiefgarage mit knapp 300 Plätzen.